# Corydoras lymnades
Corydoras lymnades es una especie de pez del género Corydoras, de la familia Callichthyidae del orden Siluriformes. Habita en las aguas dulces del nordeste de América del Sur.

## Distribución geográfica
Este pez se distribuye en el noreste de Sudamérica, en la cuenca del río São Francisco del nordeste de Brasil, en los estados de Bahía y Minas Gerais.
Esta especie comparte la cuenca del río São Francisco con otras 3 especies del mismo género: Corydoras garbei, C. difluviatilis y C. multimaculatus.

## Taxonomía
El ejemplar holotipo (MNRJ 40186) mide 29,7 mm, y fue colectado por C. H. Zawadzki, V. S. Ferreira, B. F. Morales y C. Pereira el 19 de julio de 2008. 
La localidad tipo es: Brasil, estado de Minas Gerais, en la localidad de Guarda-Mor, río Guarda-Mor, cuenca del río São Francisco, en las coordenadas: 4°53′39.12″S 65°18′3.6″O / -4.8942000, -65.301000.
Esta especie fue descrita originalmente en el año 2013 por los ictiólogos Luiz Fernando Caserta Tencatt, Héctor Samuel Vera Alcaraz, Marcelo Ribeiro de Britto y Carla Simone Pavanelli.
Características diagnósticas
Esta especie se distingue de la mayoría de sus congéneres en que tiene la parte anterior de la infraorbital muy desarrollada, expandiéndose notablemente hacia el margen anteroventral del hocico, casi cubriendo por completo su margen lateral. Otros caracteres que la distinguen son el segundo infraorbital estrecho en su extremo dorsal, en contacto sólo con el esfenótico y no con el pterótico compuesto, y la presencia de sólo dos canales latero-sensoriales en el tronco. Tiene un gran parecido con Corydoras garbei, una especie de aspecto similar teniendo en cuenta la coloración del cuerpo pero con medidas claramente más grandes.
Etimología
La etimología de su denominación científica es la siguiente:
Corydoras viene del griego, donde kóry es 'yelmo', 'coraza', 'casco', y doras es 'piel'. Esto se justifica en la carencia de escamas y la presencia de escudos óseos a lo largo del cuerpo.
El nombre específico lymnades refiere a las Lymnades, pequeñas criaturas derivadas de los Goblins los que, de acuerdo con la mitología griega, viven alrededor de los lagos y tienen la tarea de proteger a las ninfas de los hombres que se atreven a tratar de acercarse a ellos. 